# 貨幣發行局
貨幣發行局（英語：Currency Board）是固定匯率制的一種，即固定本國貨幣與某特定外幣之匯率，並嚴格按照既定兌換比例，使貨幣發行量隨外匯存儲量聯動的貨幣制度。貨幣發行局的掛鈎貨幣通常是美元或歐元。
香港聯繫匯率制度（Linked Exchange Rate）也是貨幣發行局，但允許匯率在固定範圍內浮動。因為三元悖論，「聯繫」不僅指匯率與美元掛鈎，而是貨幣政策也跟隨美國，港元利率長期走勢必須跟隨美元利率走勢。

## 历史
1849年，毛里求斯首創了貨幣發行局。十九世纪末，英国为殖民地提出并设立了联系汇率制。香港作为英国殖民地而采用此汇率制度，与英镑掛鈎，1972年取消。1983年再度启用，改与美元掛鈎，金管局與發鈔銀行的交易以7.80港元兑1美元的匯率結算，並允許市場匯率在7.75至7.85之間自由浮動。
比较典型的例子有阿根廷比索对美元的联系汇率制和保加利亚列弗对西德马克（如今为欧元）的联系汇率制。

## 近代歷史

美元和歐元在世界的應用：
美利堅合眾國
美國以外使用美元地區
貨幣與美元掛鈎地區
貨幣與美元以窄幅匯率掛鈎地區
歐元區
歐元區以外使用歐元地區
貨幣與歐元掛鈎地區
貨幣與歐元以窄幅匯率掛鈎地區
注意：白俄羅斯盧布與歐元、俄羅斯盧布和美元的一籃子貨幣掛鈎

香港金融管理局負責穩固港元與美元的聯繫匯率，保加利亞和立陶宛也有類似的機構。愛沙尼亞獨立後的1992年，貨幣與德國馬克掛鈎，此政策被視為該國經濟發達的重要因素。阿根廷因嚴重經濟衰退，2002年放棄聯繫匯率制度。英國海外領土直布羅陀、福克蘭群島和聖赫勒拿島繼續實施聯繫匯率制度，以英鎊作為各自印刷的貨幣的儲備貨幣。
金本位是一種特別的聯繫匯率制度，與金價而非外國貨幣掛鈎。

### 與歐元掛鈎
- 保加利亞列弗
- 波斯尼亞和黑塞哥維那可兌換馬克
- 葛摩法郎
- 兩款非洲法郎
  - 非洲金融共同體法郎（西非法郎）
  - 中非法郎

### 與美元掛鈎
- 港元
- 百慕達元
- 開曼群島元
- 吉布堤法郎
- 東加勒比元
- 阿联酋迪拉姆

### 與英鎊掛鈎
- 直布羅陀鎊
- 福克蘭群島鎊
- 聖赫勒拿鎊

### 與其他貨幣掛鈎
- 汶萊元，與新加坡元掛鈎
- 澳門元，與港元掛鈎(即與美元間接掛鈎)
- 法羅群島克朗，事實上與丹麥克朗掛鈎，而丹麥國家銀行視法羅群島克朗為丹麥克朗的「特別版」
- 中国大陆準聯繫匯率制：過去，中华人民共和国总理朱鎔基借鑒國際上的聯繫匯率制，提出一個以直接成交的指數為錨確定人民幣匯率的方式。由於人民幣不是可自由兌換，因此即使匯率與美元掛鈎，利率也不用跟隨美息走勢。人民幣已改為與籃子貨幣掛鉤。

## 優点
- 对本币汇率稳定的更强承诺和更小的逆转可能
- 稳定了币值，降低了市场的交易费用

## 缺點
- 聯繫匯率制必須以充裕的外匯儲備作為支持，否則在金融危機到來時非常脆弱，例如：阿根廷在經濟危機的持續動蕩中放棄了聯繫匯率制，大幅下調了官方匯率，並引進了雙重匯率制。
- 中央銀行採用聯繫匯率制，無法發揮最終貸款人的作用，不能通過放寬貨幣政策提供流動性，也不能直接融資來支援陷入問題的商業銀行，實際上把貨幣政策的決策權讓給了所聯繫貨幣的管理當局。
- 聯繫美元的情況下，經濟美元化，中央銀行損失本幣發行、本幣需求增長和本幣存量利息這三項鑄幣稅收入。